# Nyköpings domsagas tingslag
Nyköpings domsagas tingslag var ett tingslag i Södermanlands län i landskapet Södermanland.
Tingslaget bildades den 1 januari 1948 (enligt beslut den 10 juli 1947) genom av ett samgående av Daga tingslag, Jönåkers, Rönö och Hölebo tingslag och Trosa rådhusrätt (enligt beslut den 18 juli 1947). 1971 upplöstes tingslaget och verksamheten överfördes till Nyköpings tingsrätt.
Nyköpings rådhusrätt avskaffades den 1 januari 1969 och Nyköpings stad uppgick därmed i tingslaget.
Tingslaget ingick i Nyköpings domsaga, bildad 1879.

## Kommuner
Tingslaget bestod av följande kommuner den 1 januari 1952:
- Björkviks landskommun
- Daga landskommun
- Gnesta landskommun
- Hölö landskommun
- Jönåkers landskommun
- Oxelösunds stad
- Rönö landskommun
- Stigtomta landskommun
- Svärta landskommun
- Trosa stad
- Tunabergs landskommun
- Tystberga landskommun
- Vagnhärads landskommun